# Przestępstwo umyślne
Przestępstwo umyślne – rodzaj przestępstwa dokonanego z zamiarem spowodowania określonego ustawą skutku. Ze względu na podział przestępstw wchodzi ono do grupy, w której bierze się pod uwagę rodzaj winy sprawcy. 
Artykuł 9 k.k. rozróżnia obie postacie zamiaru, a są nimi:
- bezpośredni – sprawca chce popełnić zabroniony ustawą czyn; konstrukcja ta odpowiada więc potocznemu rozumieniu słowa zamiar,
- ewentualny – sprawca z całą świadomością godzi się z możliwością zrealizowania znamion czynu zabronionego.

Czynem popełnionym umyślnie jest zbrodnia, natomiast występek można popełnić również nieumyślnie, jeżeli ustawa tak stanowi. Czynu zabronionego nie popełnia umyślnie osoba, która pozostaje w błędzie co do okoliczności stanowiącej jego znamię (art. 28 § 1).